# Foci de Tir
Foci de Tir (grec antic: Φώτιος, Phócios; llatí: Photius) va ser bisbe de Tir. Va succeir al deposat Ireneu l'any 448, que havia estat deposat per un decret imperial contra els nestorians i el van privar del seu caràcter clerical. El concili d'Efes de l'any 449 va confirmar la decisió de l'emperador.
Foci de Tir va ser un dels jutges nomenats per Teodosi II per escoltar els càrrecs contra Ibes, bisbe d'Emesa, juntament amb Eustaci de Beirut i Urani d'Himera d'Osroene. En la reunió que van tenir, on van escoltar els càrrecs que es presentaven, van absoldre Ibes i el van reconciliar amb els seus acusadors, que eren preveres sota la seva jurisdicció.
Foci va ser present al concili d'Efes del 449. Per aquest temps Eustaci, bisbe de Beirut, va aconseguir un decret imperial que erigia la seva seu en metropolitana, i això el va enfrontar a Foci. Eustaci va tenir el suport d'Anatoli de Constantinoble i Màxim d'Antioquia i va aconseguir incorporar alguns bisbats que abans depenien de Tir. Més tard es va retornar la jurisdicció a Foci i al bisbat de Tir pel concili de Calcedònia del 451. En aquest concili Foci va votar que Teodoret era ortodox en els seus plantejaments i havia de ser restaurat.
Va deixar escrita una obra anomenada Δεήσεις, Preces s. Supplex Libellus, adreçada als emperadors Valentinià III i Marcià.